# Ли, Мэтью
Мэтью Ли (англ. Matthew Lee; род. 9 сентября 1966 года, Буффало, штат Нью-Йорк, США) — американский журналист, репортёр агентства «Ассошиэйтед Пресс». Имеет аккредитацию при Госдепартаменте США.

## Биография
В 1984 году Мэтью Ли окончил школу Николса в городе Буффало, штат Нью-Йорк, а в 1985—1989 гг. учился в Академии дипломатической службы Джорджтаунского университета и получил степень бакалавра по специальности «Международные отношения».
После окончания академии работал в газетах «Вашингтон пост» и «Дейли Прогресс». В 1994 году уехал в Камбоджу, где работал в качестве внештатного репортёра для газеты «Камбоджа Дейли», журналов «The Economist», «The Far Eastern Economic Review», «Time Magazine», информационных агентств «Ассошиэйтед Пресс», «Юнайтед Пресс Интернэшнл», «Рейтер», телерадиовещательных корпораций «BBC» и «CNN», а в 1995 году стал руководителем Пномпеньского бюро агентства «Франс Пресс». Там, в Камбодже, он освещал обстоятельства смерти Пол Пота, распад движения «красных кхмеров» и получил даже шрапнельное ранение в левую руку 17 июня 1997 года во время столкновений 1997 года в Камбодже между сторонниками «первого премьер-министра» принца Нородома Ранарита и «второго премьер-министра» Хун Сена.
В 1999 году был переведён в Вашингтон и стал корреспондентом агентства «Франс Пресс» при Государственном департаменте США; при этом он не ограничивался работой в Вашингтоне, выполняя свою журналистскую работу в десятках стран мира. С января 2005 г. по январь 2007 г. работал в должности заместителя руководителя бюро агентства «Франс Пресс» по Восточной Африке и странам бассейна Индийского океана (Найроби, Кения). В феврале 2007 года Мэтью Ли перешёл на работу в информационное агентство «Ассошиэйтед Пресс» и вернулся в стены Госдепа США, став уже ведущим корреспондентом «Ассошиэйтед Пресс» при Госдепартаменте США. В этой должности он продолжал освещать внешнюю политику США и международные отношения.
Тематика статей Мэтью Ли разнообразна: здесь и драматичный конец режима Ж.-Б. Аристида на Гаити, и деятельность Законодательного собрания Гонконга по борьбе с атипичной пневмонией, и последние дни жизни Ким Чен Ира, и подъём исламистского движения «аш-Шабааб» в Сомали, и обострение отношений между КНДР и Южной Кореей после гибели южнокорейского корвета «Чхонан».
В 2019 году получил от Американской академии дипломатии Премию Артура Росса как репортёр.
Мэтью Ли является рьяным болельщиком команд «Баффало Биллс» (американский футбол) и «Баффало Сейбрз» (хоккей).

## На брифингах в Госдепартаменте

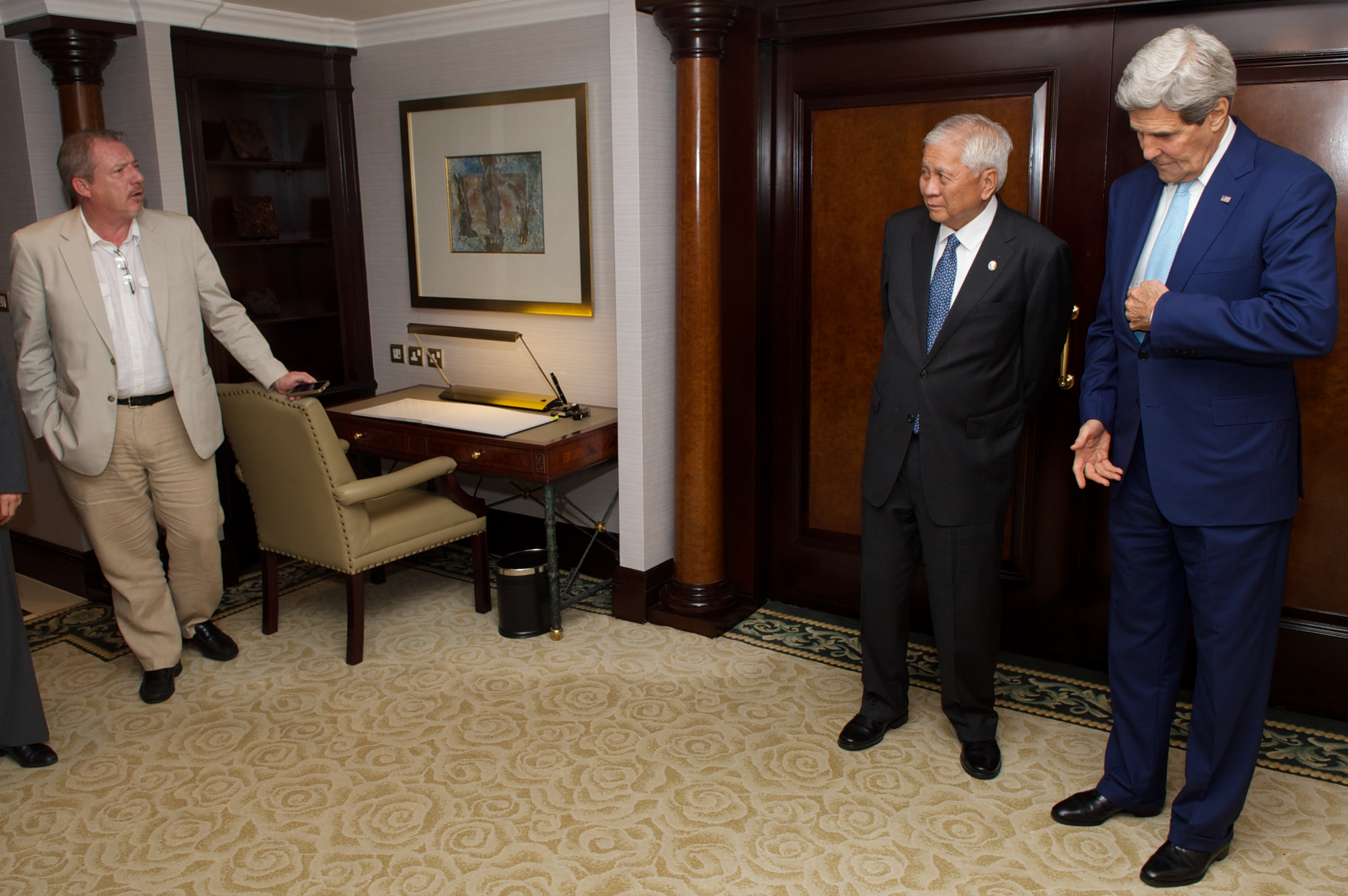
Мэтью Ли с госсекретарем США Джоном Керри в 2014 году.

Мэтью Ли регулярно участвовал в брифингах, проводимых официальными представителями Государственного департамента США (Филип Кроули, Виктория Нуланд, Джен Псаки), нередко ставя на этих брифингах весьма неудобные для официальных лиц вопросы.
В декабре 2010 года Мэтью Ли первым потребовал от Госдепартамента США выступить за освобождение заключённого в израильскую тюрьму палестинского гражданского активиста из расположенной близ Рамаллы деревни Бильин Абдаллы Абу Рахмы. Абдалла Абу Рахма возглавлял ненасильственное движение жителей деревни против возведения израильтянами в окрестностях деревни стены, которая отсекала от деревни 60 % принадлежавших её жителям сельхозугодий; за освобождение активиста высказались архиепископ Десмонд Туту и международная правозащитная организация «Старейшины», а несколько позже — Европейский союз и экс-президент США Джимми Картер (позже, в 2011 году, события вокруг Бильина нашли отражение в документальном фильме «5 разбитых камер»). 10 декабря Мэтью Ли во время пресс-брифинга задал вопрос об Абдалле Абу Рахме Филипу Кроули, но не добился от того определённого ответа ни в тот день, ни на очередном брифинге 14 декабря. Наконец, получив 15 декабря на брифинге очередную отговорку о том, что сотрудники Госдепа продолжают пристально отслеживать ситуацию, Мэтью Ли спросил прямо: «Но что это означает? Вы пристально отслеживаете погоду в Пекине. Почему бы Соединённым Штатам не выступить и не высказаться конкретно об этом человеке, практикующем ненасилие?». По мнению американского журналиста Филипа Вайса, Мэтью Ли во всей этой полемике проявил себя как человек, который лишён себялюбия и демонстрирует лишь альтруизм и человеческое участие, рискуя при этом собственной карьерой.
После назначения на должность официального представителя Государственного департамента США Джен Псаки Мэтью Ли стал её постоянным оппонентом на брифингах.
На брифинге для прессы, проходившем в Госдепартаменте США 12 мая 2014 года, Мэтью Ли поставил Джен Псаки в неловкое положение, попросив разъяснить ряд терминов и авторитетность источников, употреблённых ею в речи о событиях на Украине. В результате Псаки фактически призналась, что не вполне понимает то, что написано в её речи соответствующими специалистами, и ей нужно будет уточнить смысл озвученных ею слов и точность информации. В ходе брифинга имел место следующий диалог между Псаки и Ли:

Дженнифер Псаки: Мы не признаём незаконный референдум, который состоялся в частях Донецкой и Луганской областей в минувшие выходные. В соответствии с законодательством Украины он являлся незаконным и был попыткой вызвать дальнейший раскол и беспорядок в стране. Техника его проведения также была крайне подозрительной из-за сообщений об избирательной карусели, предварительно помеченных бюллетенях, голосовании детей, голосовании за отсутствующих людей и даже о голосовании на участках в Москве и Санкт-Петербурге…
Мэтт Ли: Извините, я, быть может, просто в неведении и пытаюсь угадать (потому что я никогда об этом не слышал), что это такое: «избирательная карусель»? Что это?
Дженнифер Псаки: Честно говоря, я это прочитала, но также не знакома с этим термином. Возможно, это означает, что люди не регистрировались во время голосования. Я проверю и выясню, что наша команда специалистов подразумевала под данным термином.
Мэтт Ли: Поскольку говорилось о голосовании детей, не значит ли это, что они сидели на лошадках, движущихся по кругу?
Дженнифер Псаки: Я не думаю, что подразумевалось это, Мэтт.
Этот диалог получил широкий резонанс в российских средствах массовой информации.
Известности Мэтью Ли среди российских телезрителей и интернет-пользователей добавил его очередной диалог с Дженнифер Псаки во время её очередного брифинга 13 мая 2014 года по поводу задержанных украинскими властями «российских журналистов». В ходе брифинга имел место следующий диалог между Джен Псаки и Мэтью Ли:

Дженнифер Псаки: Я пока ничего не знаю по поводу новых сообщений насчет британского репортера. А по вопросу, который вы задавали вчера, могу рассказать, что, по сообщению украинской службы безопасности, задержан ряд лиц, располагавших фальшивыми удостоверениями, выданными несуществующей Донецкой народной республикой. В багажниках их машин были обнаружены переносные зенитно-ракетные комплексы. В общем, возникает вопрос, действительно ли эти люди являются журналистами.
Мэтт Ли: Может, так оно и есть. Но вопрос в том, чему вы, правительство США, верите, каким-то сообщениям, или это украинские официальные власти конкретно подтвердили вам всю эту информацию?
Дженнифер Псаки: Так доложили наши сотрудники, находящиеся на Украине, у которых имеются контакты с местными властями.
Мэтт Ли: И они верят, что все эти сообщения, что те люди везли с собой оружие, все это правда?
Дженнифер Псаки: Они считают, что да
За критику политики Белого дома журналисты Russia Today прозвали Мэтью White House Griller[значимость факта?], что можно перевести как прожарщик Белого дома (более точный смысл данного выражения: «человек, ведущий допрос с пристрастием»).